# جوديث سكيلتون غرانت
جوديث سكيلتون غرانت (بالإنجليزية: Judith Skelton Grant)‏ (1947)؛ روائية كندية.